# Leave It All to Me
"Leave It All to Me" é um single da cantora pop norte-americana Miranda Cosgrove em parceria com os cantores Jennette McCurdy, Nathan Kress, Jerry Trainor e Drake Bell. Lançada em 4 de agosto de 2008, a canção é o primeiro single lançado por Miranda Cosgrove, presente em seu álbum iCarly, trilha sonora do seriado com mesmo nome. A canção é o segundo tema de abertura de uma série de TV a entrar na Billboard Hot 100, nos Estados Unidos, essa década.
A música também foi responsável pela primeira indicação da cantora ao MTV Video Music Awards de 2008, concorrendo junto com grandes artistas como Katy Perry, Miley Cyrus e Taylor Swift para Melhor Artista Revelação.

## Produção e Lançamento
A canção, uma parceria lançada por Miranda Cosgrove com os cantores norte-americanos os cantores Jennette McCurdy, Nathan Kress, Miranda Cosgrove e Jerry Trainor com quem trabalhou na série iCarly. Foi lançada oficialmete em 4 de agosto de 2008, sendo o primeiro single lançado por Miranda em sua carreira como cantora, extraido de seu álbum iCarly, trilha sonora do seriado homônio, no qual é a protagonista principal. A canção alcançou a posição número cem na Billboard Hot 100 e a posição oitenta e três na Billboard Pop Songs. Uma versão abreviada é utilizada na abertuda do seriado iCarly, tendo menos de um minuto de duração, onde aparecem apenas os personagens da série, não trazendo Drake Bell.
A canção foi executada ainda na série da Nickelodeon Zoey 101 por três vezes. A primeiro delas no episódio "Son of Dean" quando a personagem Lola estava a procura de um toque de celular, encontrando então a canção de Miranda Cosgrove. Na segunda ocasião, no episódio "Rollercoaster", Zoey ouve a canção enquanto Coco conversa com seu primo. Ainda, em uma terceira ocasião, durante a final da série, a canção toca como tema em um momento da série.

## Versões
CD single
- Leave It All to Me — 2:42

iCarly Theme
- Leave It All to Me (Nick edition) — 1:01

Remixes
- Leave It All to Me (Jason Nevins Remix) — 2:35
- Leave It All to Me (Dj Alex Reggaeton Remix) — 2:43
- Leave It All to Me (Jump Up Remix) — 3:01

## Posições
| Paradas (2007)                       | Posições |
| ------------------------------------ | -------- |
| Estados Unidos - Billboard Hot 100   | 100      |
| Estados Unidos - Billboard Pop Songs | 83       |
| Estados Unidos - AOL Video           | 6        |